# 列夫·耶辛
列夫·伊万诺维奇·雅辛（俄語：Лев Иванович Яшин，羅馬化：Lev Ivanovich Yashin，1929年10月22日—1990年3月20日）是蘇聯的足球運動員，司職守門員，身高190公分，穿著全黑球衣把守球門，憑著出色的撲救而被稱為“黑豹”（Black Panther），由於特長的雙臂亦稱為“黑蜘蛛”（Black Spider）或“八爪魚”（Black Octopus）。

## 生平
耶辛出生於莫斯科一個工人家庭，在二次大戰期間的1942年夏季、年僅12歲便開始到金屬廠工作。耶辛終其一生只曾效力莫斯科戴拿模一隊球隊，由1949年到1971年，五次奪得蘇聯聯賽冠軍及三次蘇聯盃。在早年時期，由於未獲足球隊的正選席位，耶辛曾擔任戴拿模冰球隊的守門員，更奪得1953年的蘇聯冰球聯賽冠軍。
1954年耶辛獲召加入國家隊，為國家隊出賽78場，奪得1956年墨爾本奧運足球金牌及1960年歐洲國家盃冠軍。耶辛曾出戰三屆世界盃決賽周（1958年、1962年及1966年），由於其豐富的經驗，1970年第四度出征，出任第三選門將及提供意見，在其13場世界盃決賽周比賽中有4場保持球隊不失球。1971年在莫斯科由莫斯科戴拿模對歐洲明星隊作為耶辛最後一場的比賽。
耶辛是至今唯一一位獲得歐洲足球先生（1963年）榮譽的守門員。在其球員生涯中估計曾救出大約150個十二碼，遠比歷史上其他的守門員為多。於1967年獲授予列寧勳章。1971年國際足聯為耶辛主辦的告別賽在莫斯科列寧球場舉行，有10萬名球迷進場觀看，出席的球壇天皇巨星包括、尤西比奧及。退休後耶辛曾在芬蘭的小球隊及青年隊任教。耶辛的銅像在莫斯科中央迪納摩體育場中豎立。2000年國際足聯挑選耶辛進入“世紀陣容”（Century XI）中，更壓倒戈登·班克斯獲提名成為“世紀最佳守門員”（World - Keeper of the Century）。1990年耶辛因早前膝傷截肢引起的併發症而去世。為紀念其畢生功績，國際足聯設立“耶辛獎”授予世界盃決賽周表現最出色的守門員。

## 統計
- 812場足球比賽
- 480場保持不失球
- 150次擋出
- 326場代表莫斯科迪纳摩足球甲隊比賽
- 78場代表蘇聯比賽（被射入70球）
- 13場世界盃決賽周比賽（4場保持清白）
- 2場國際足聯世界足球明星比賽（1963年對英格蘭及1968年對巴西）

## 荣誉

### 莫斯科迪纳摩
- 苏联足球超级联赛
  - 冠军5次：1954、1955、1957、1959、1963年
  - 亚军6次：1950、1956、1958、1962、1967、1970年
- 苏联杯
  - 冠军3次：1953、1967、1970年
  - 亚军1次：1955年

### 莫斯科迪纳摩冰球队
- 苏联冰球联赛冠军：1953年

### 苏联国家队
- 國際足協世界盃殿军：1966年
- 欧洲足球锦标赛
  - 冠军：1960年
  - 亚军：1964年
- 奥运会足球赛金牌：1956年

### 个人成就
- 歐洲足球先生“金球獎”：1963年
- 蘇聯最佳守門員3次：1960、1963、1966年
- 列寧勳章：1967年
- 國際足聯告別賽：1971年
- 奥林匹克勋章：1986年
- 國際足協金勳章：1988年
- 苏联社會主義勞動英雄金星勳章：1989年
- 世界杯梦幻阵容及「世紀最佳守門員」：2000年
- 欧洲足联五十周年纪念奖：2003年

### 紀念鈔人物
- 世界盃足球賽：2018年